# فولكان أوزدمير
فولكان أوزدمير (مواليد 19 سبتمبر 1989) هو لاعب فنون قتال مختلطة سويسري يشارك في وزن خفيف الثقيل في بطولة القتال النهائي.

## وصلات خارجية
- فولكان أوزدمير على موقع يو إف سي (الإنجليزية)
- فولكان أوزدمير على موقع بيلاتور (الإنجليزية)
- فولكان أوزدمير على موقع شيردوغ (الإنجليزية)
- فولكان أوزدمير على موقع Tapology.com (الإنجليزية)